# Ajjanahalli, Arsikere
Ajjanahalli là một làng thuộc tehsil Arsikere, huyện Hassan, bang Karnataka, Ấn Độ.